# Кох, Роберт
Ге́нрих Ге́рман Ро́берт Кох (нем. Heinrich Hermann Robert Koch; 11 декабря 1843, Клаусталь — 27 мая 1910, Баден-Баден) — немецкий врач, микробиолог и гигиенист. Коху удалось в 1876 году выделить и культивировать вне организма возбудителя сибирской язвы (Bacillus anthracis) и впервые подробно описать его цикл жизни и роль в развитии заболевания. В 1882 году он открыл возбудителя туберкулёза (Mycobacterium tuberculosis), а затем создал псевдовакцину «Туберкулин». Его исследования привели к созданию постулатов Коха, серии из четырёх обобщенных принципов, связывающих определённые микроорганизмы с конкретными заболеваниями, эти постулаты оказали влияние на последующие эпидемиологические принципы, такие как критерии Брэдфорда Хилла. За исследования в 1905 году награждён Нобелевской премией по физиологии и медицине.
Член Прусской академии наук (1904), иностранный член Лондонского королевского общества (1897), Парижской академии наук (1903), иностранный член-корреспондент Петербургской академии наук (1884).

## Биография

### Детство и юношество

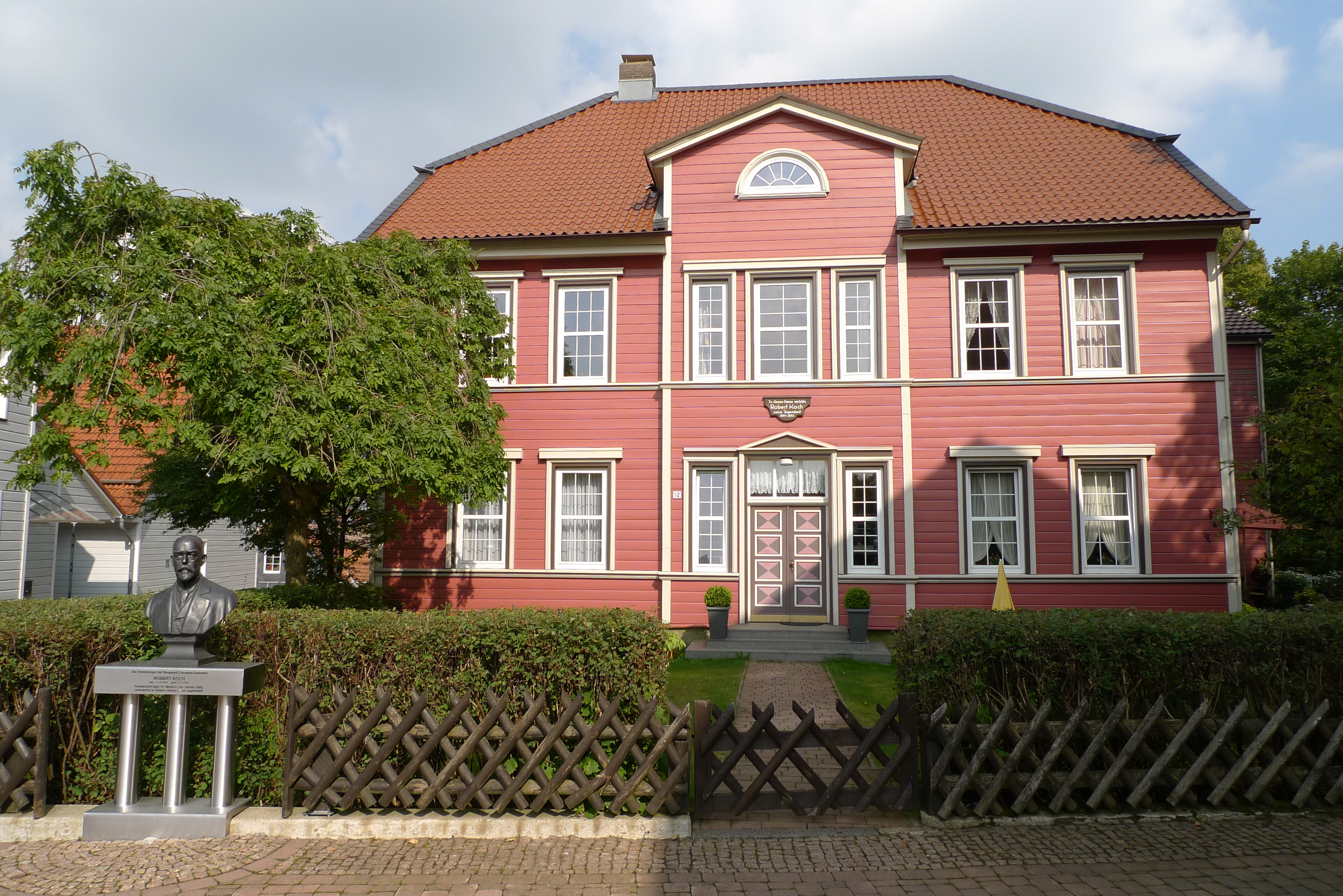
Дом в городе Клаустале, в котором родился Роберт Кох

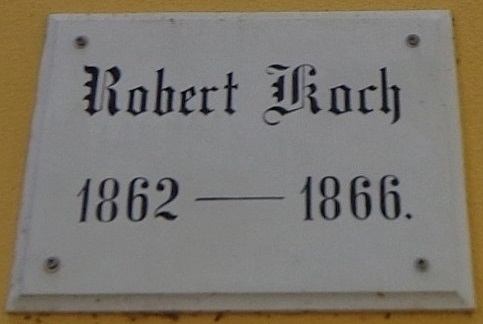
Памятная доска Роберту Коху в Гёттингене

Роберт Кох родился 11 декабря 1843 года в нижне-саксонском городе Клаустале, в семье Германа и Матильды Генриетты Кох. Был третьим из тринадцати детей. Двое детей не выжили.
Отец — горный инженер Герман Кох (1814—1877), работал в управлении местных шахт. Мать, Юлиана Матильда Генриетта Кох (урождённая Бивенд, 1818—1871) — дочь высокопоставленного чиновника Генриха Андреаса Бивенда, главного инспектора Ганноверского королевства. Именно он увидел в любознательном внуке задатки исследователя. С детских лет, поощряемый дедом по матери и дядей — натуралистами-любителями, интересовался природой.
Дед Генрих Андреас Бивенд, и его сын Эдуард показали Роберту Коху микроскоп и ознакомили его с, в то время ещё новой, фотографией.
В 1848 году, не достигнув и пяти лет, пошёл в местную начальную школу. В это время уже умел читать и писать, научившись этому от своих старших братьев.
Хорошо окончив школу первой ступени, Роберт Кох в 1851 году поступает в гимназию Клаусталя, где уже через четыре года становится лучшим учеником в классе.
В 1862 году Роберт Кох поступает в известный своими научными традициями Гёттингенский университет для изучения филологии. Но после первого семестра решает сменить её на медицину. Среди прочего он слушает курсы физики от Вильгельма Вебера и химии от Фридриха Велера.
Важнейшую роль в формировании интереса будущего учёного к научным исследованиям сыграли многие его университетские преподаватели, в том числе анатом Якоб Генле, физиолог Георг Мейсснер и клиницист Карл Гассе. Именно их участие в дискуссиях о микробах и природе различных заболеваний зажгли у молодого Коха интерес к этой проблеме.
В 1866 году заканчивает с докторской степенью. До сдачи государственного экзамена некоторое время учится у Рудольфа Вирхова в Берлине. К общему удивлению друзей и знакомых, в мае 1866 года Кох объявляет о своей помолвке с Эмми Фраатц и в следующем году женится на ней.

### Карьера
После окончания университета Кох начинает работать в больнице общего профиля в Гамбурге. Затем до 1868 года в «Учебно-воспитательном учреждении для умственно отсталых детей» в Лангенхагене близ Ганновера, где он одновременно руководит частной практикой. Затем становится сельским врачом в Нимегк (Марк Бранденбург, недалеко от Потсдама) и в Раквиц, недалеко от Познани.
Во время франко-прусской войны 1870/71 годов Кох вызвался на медицинскую службу и присматривал за больными брюшным тифом и дизентерией. Вернувшись в 1872 году, он сдаёт экзамен по физике (обязательное в то время условие для работы в области медицины), и в том же году его назначают окружным врачом в округе Бомст в Вольштайне (провинция Познань). На этой должности ему приходилось готовить экспертные заключения, заниматься судебными делами и отвечать за городскую больницу. В то же время он руководил частной практикой. Свободное от работы время Кох проводил за бактериологическими исследованиями. Для этой цели он держал множество домашних животных: кроликов, морских свинок и даже двух обезьян.
Благодаря его успешной работе по исследованию заражений сибирской язвой и другими инфекционными заболеваниями, в 1880 году Кох был приглашён в Имперское управление здравоохранения в Берлине. В 1885 году он покинул отделение здравоохранения и стал профессором гигиены во вновь созданном институте гигиены Берлинского университета. В 1891 году он был назначен директором Института инфекционных болезней в Берлине. В 1904 году Кох выходит на пенсию.

### Браки
Роберт Кох женился в 1867 году на Эмми Адольфине Фрац (1847—1913) — дочери Вильгельма Кристиана Фридриха Фраца. От этого брака родилась дочь Гертруда (1868—1945), с которой Кох поддерживал хорошие отношения на протяжении всей своей жизни. В 1888 году дочь вышла замуж за Эдуарда Пфуля, сотрудника Коха. В 1893 году Кох развёлся со своей женой. В то время это был ещё необычный шаг — возможность развода в немецком рейхе существовала всего 15 лет и могла легко привести к социальной изоляции. Эмми Кох согласилась на развод, и Кох для неё выкупил дом её родителей в Клаустале, где она жила до конца своей жизни.
В 1890 году Кох познакомился с семнадцатилетней Хедвиг Фрайберг (1872—1945). Местом знакомства была мастерская художника-портретиста Густава Грефа. Кох заказал портрет, а Фрайберг была учеником художника. Кох женился на ней три года спустя. В отличие от Эмми Кох, его вторая жена с удовольствием сопровождала его в многочисленных поездках за границу.

### Поездки за границу
Ещё будучи ребёнком, Кох мечтал о путешествиях. Его семь братьев и сестра разъехались: кто в Уругвай, кто в Мексику, кто в Соединённые Штаты. Но Кох остался в Германии, вероятно, под влиянием своей первой жены Эмми. Как только у Коха появилась возможность совместить свои бактериологические исследования с поездками за границу, он сразу же этим воспользовался. В 1883—1884 годах он руководил экспедицией по холере в Египет и Индию.
В 1890 году в связи с туберкулиновым скандалом Кох бежит в Египет. После этого он редко появляется в Германии. В 1896 году британское правительство приглашает его исследовать чуму крупного рогатого скота в Южной Африке. Будучи членом Немецкой комиссии по борьбе с чумой, он в 1897 году отправляется в Индию, затем в Восточную Африку. В 1898/1899 Кох исследует малярию в Италии, на Яве и Новой Гвинее (Штефансорт на Берегу Маклая). В 1901 году его избирают в Американскую академию искусств и наук, в 1903 году — в Национальную академию наук США.

«Дома мы уже всё основательно проработали, и конкуренция настолько сильна, что действительно не стоит проводить исследования. Но здесь золото науки лежит прямо под ногами. Сколько нового я увидел и узнал, когда приехал в Африку!»
Оригинальный текст (нем.)«Bei uns zu Hause ist nun schon so gründlich aufgearbeitet und die Concurrenz eine so gewaltige, daß es sich wirklich nicht mehr lohnt, dort zu forschen. Hier draußen aber, da liegt noch das Gold der Wissenschaft auf der Straße. Wie viel Neues habe ich gesehen und gelernt, als ich zum ersten Male nach Afrika kam!»

В 1905—1906 годах Кох возглавил экспедицию в Германскую Восточную Африку для изучения сонной болезни, затем занимался исследованиями в основном на британской колониальной территории в Уганде. В 1905 году Кох прервал свои исследования, чтобы получить Нобелевскую премию по медицине за открытие возбудителя туберкулёза в Стокгольме. В 1908 году он отправляется в мировое турне по США, Республике Гавайи и Японской империи.

### Смерть
К 60 годам Кох чувствовал себя неважно. Дело в том, что в своих экспедициях он несколько раз заражался тропическими болезнями, в том числе малярией. В апреле 1910 года тяжело заболел, жаловался на боли в левой части грудной клетки и одышку. 23 мая 1910 года Кох поехал на лечение к доктору Францу Денглеру в Баден-Баден, а вечером 27 мая 1910 года доктор Денглер обнаружил его без признаков жизни перед открытой балконной дверью. В Баден-Бадене тело Коха было кремировано в только что построенном крематории. Урна с прахом была доставлена в Институт инфекционных болезней (сегодня Институт Роберта Коха) в Берлине и захоронена 10 декабря 1910 года в одной из комнат института, служащей мавзолеем.

## Бактериология

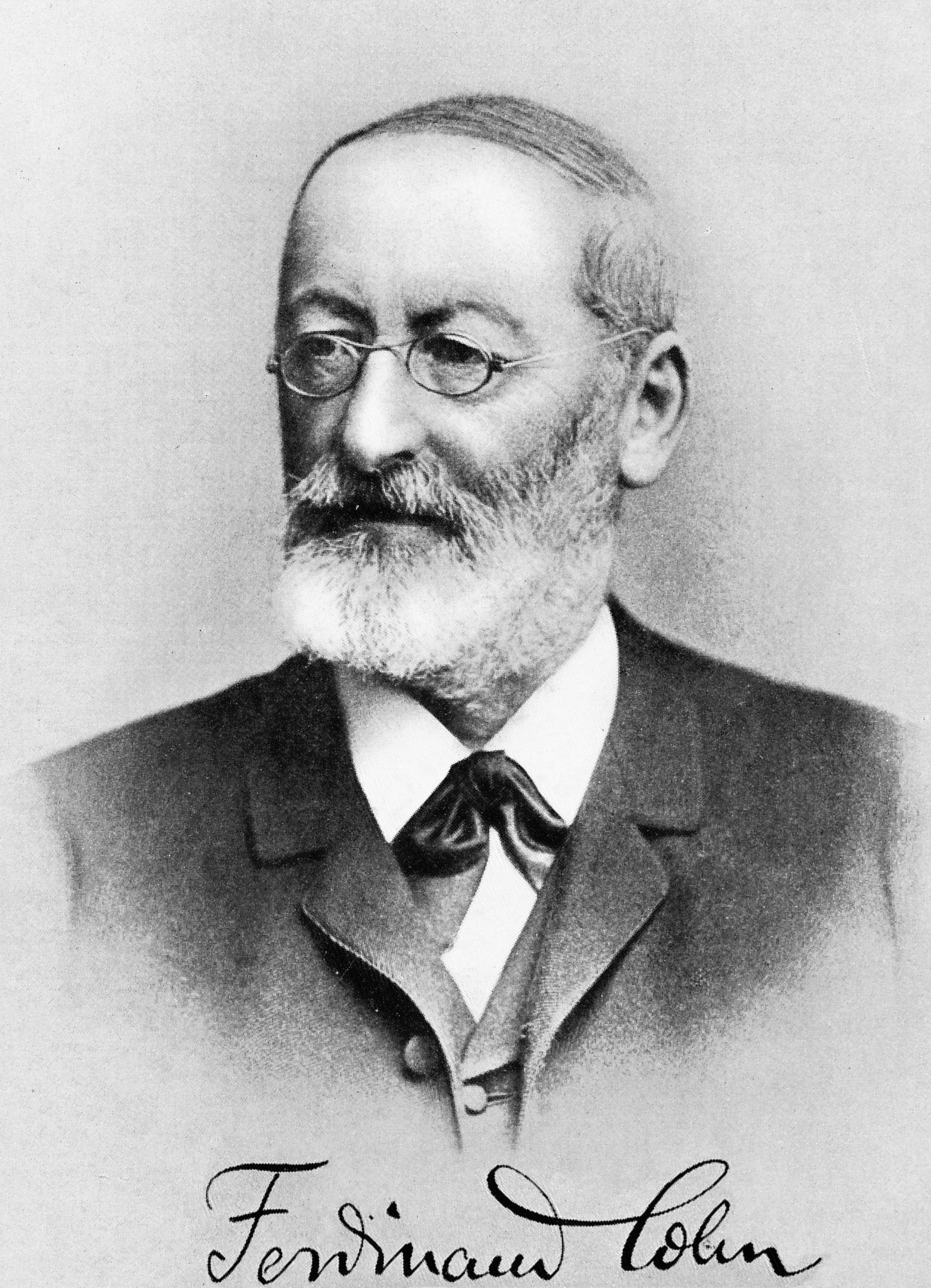
Фердинанд Юлиус Кох

Началом бактериологии считается 1872 год, когда Фердинанд Кох опубликовал свою статью «Исследование бактерий». Преобладающее мнение того времени гласило, что различные бактериальные формы могут сливаться в зависимости от условий окружающей среды, то есть в основном образуют один вид. Кох, с другой стороны, различал различные типы бактерий, которые были изменчивы только в определённых пределах. В 1877 году он так же доказал, что сенная палочка (лат. Bacillus subtilis) образует споры.

### Исследование сибирской язвы
Надо заметить, что в каждой стране эта болезнь называется по своему: в Германии, например, именуется мильцбранд (нем. Milzbrand, Milz — селезёнка, Brand — жжение) и не имеет абсолютно никакого отношения к Сибири.
Кох не является первооткрывателем возбудителя сибирской язвы, первооткрыватель — Алойс Поллендер (1849). А связь между бактериями и болезнью, по крайней мере, вероятная, была установлена ещё в 1863 году Казимиром Давейном.
Кох исследовал сибирскую язву — эндемическое заболевание, распространённое среди крупного рогатого скота, овец, которое также могло «перейти» на человека. Болезнь была актуальна и наносила большой вред фермерам. Для своих исследований и наблюдений под микроскопом он разработал технику висячих капель, в которой микробы выращивались в капле на нижней стороне предметного стекла. В качестве питательной среды он использовал прозрачную желеобразную жидкость коровьих глаз. Благодаря такому расположению он смог обнаружить возбудителя сибирской язвы в крови инфицированных животных.
Кох обнаружил, что бактерии сибирской язвы образуют споры, которые при определённых условиях могут долгое время находиться в «спящем» состоянии. При оптимальных условиях споры «активируются» и вызывают болезнь. Для своих наблюдений учёный раскрасил красителем фактически прозрачные споры (техника Карла Вайгерта).
Работа Коха с сибирской язвой примечательна тем, что он был первым, кто связал конкретный микроорганизм с конкретным заболеванием, отвергнув идею спонтанного зарождения и поддержав микробную теорию болезни.
Своей работой учёный смог объяснить, почему на некоторых пастбищах скот продолжал заражаться сибирской язвой: фермеры недостаточно глубоко закапывали трупы умерших животных. Коху удалось извлечь споры сибирской язвы из этих трупов. Он также показал, что засохшая кровь от больных овец всё ещё была заразной через четыре года. Первое издание своей статьи о сибирской язве Кох отправил Кону, который отреагировал с большим восторгом. Кон пригласил Коха на многодневную презентацию во Вроцлав. Статья вышла в печать в 1876 году.

### Исследование на животных раневой инфекции
Следующей проблемой, к которой обратился Кох, была раневая инфекция. Исследователи уже нашли здесь много разных бактерий, но не могли сказать, какие виды ответственны за сепсис. Кох создал животную модель для сепсиса. Он рассматривает тело животного как культурный аппарат — оригинальная идея для того времени. Он также заметил, что разные виды животных по-разному восприимчивы к различным видам бактерий. Если он прививал одну пробу подряд различным видам животных: мышам, кроликам и морским свинкам, то в конце концов он получал чистую культуру одного вида бактерий. Так он смог продемонстрировать шесть различных форм сепсиса у мышей, которые были вызваны шестью различными типами бактерий. Свои наблюдения Кох опубликовал в 1878 году в труде «Исследования по этиологии раневых инфекционных заболеваний».

### Назначение в Имперское управление здравоохранения
В 1879 году вроцлавский университет попросил министра культуры Пруссии назначить Коха внеочерёдным профессором гигиены. Вместо этого Кох был назначен Главным врачом города Вроцлав. Кох быстро понял, что это, по его мнению, недостаточно оплачиваемая работа и попросил перевода назад.
В 1880 году Генрих Штрук, директор Императорского управления здравоохранения, нанял Коха для создания в Берлине медицинского исследовательского центра. Для поддержки были приставлены два военных доктора Фридрих Лёффлер и Георг Гафки, а чуть позже — доктор Фердинанд Гюппе и химик Бернгард Проскауэр.

### Разработка бактериологических методов

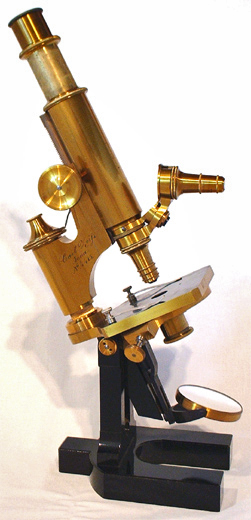
Микроскоп Carl Zeiss 1879 года, используемый Робертом Кохом.

Роберт Кох всегда старался быть на переднем крае технического развития, и многие его открытия были сделаны, благодаря использованию им плодов технического прогресса. Так для своих наблюдений Кох использовал масляные иммерсионные линзы, причём ещё до того, как они появились на рынке. Или, так как большинство микроорганизмов прозрачны, Кох стал их окрашивать, используя технику Карла Вайгерта. А для того, чтобы запечатлеть свои наблюдения использовал фотографию.
В Имперском Управлении Здоровья он разработал метод культивирования бактерий с использованием твёрдых прозрачных питательных сред. До этого бактерии выращивались либо в бульоне, который нельзя было зафиксировать под микроскопом, либо на ломтиках картофеля, которые не были прозрачны для света при наблюдении под микроскопом, и на которых многие патогенные бактерии не росли. Так же Кох придумал использовать мясной бульон с желатином, позже его сотрудник Вальтер Гессе представил агар-агар, изобретение своей жены Фанни Анжелины Гессе. Новые культурные среды разливали в прямоугольные «тарелки». Инновация твёрдых, прозрачных питательных сред произвела революцию в бактериологии.
Для исследования возбудителя туберкулёза Кох придумал инкубатор для размножения бактериальных культур в контролируемой тёплой среде, который был изготовлен в апреле 1881 года в Берлине слесарем Германом Шарлахом. Сегодня инкубатор хранится в Немецком музее в Мюнхене.

### Открытие возбудителя туберкулёза
В то время как в южной Европе уже давно было известно, что туберкулёз (этот термин используется с 1834 года) является инфекционным заболеванием, в северной Европе это вызывало большие сомнения, вплоть до середины 19-го века. Кох провёл первые эксперименты в 1881 году, перенеся туберкулёзную ткань двум морским свинкам. Они оказались идеальными подопытными животными, у которых действительно развился туберкулёз. Напротив, туберкулёзные бактерии на искусственных питательных средах росли очень медленно, и главная заслуга Коха заключается в том, что он не потерял преждевременно терпение. Бактерии были окружены воскоподобным слоем, который отталкивал краситель. В качестве основного нововведения Кох использовал двойное окрашивание (этот метод был введён в бактериологию студентом Коха Паулем Эрлихом), в котором он сначала окрашивал бактерии метиленовым синим в синий цвет, а затем для контраста окрашивал окружающие ткани вторым красителем под названием Везувин в светло коричневый. Однако окраска была настолько слабой, что он мог только визуально наблюдать за бактериями, но не мог сфотографировать. На 271-м эксперименте Кох обнаружил искомый возбудитель. Кох описал также споры, о существовании которых он предполагал, на примере спор сибирской язвы и сенной палочки Кона. Однако спор туберкулёза не существует.
24 марта 1882 года Кох объявил о своём открытии в своей знаменитой лекции «Этиология туберкулёза». После окончания лекции наступила гробовая тишина, так как все присутствующие знали, что они только что стали свидетелями исторического события.
Пауль Эрлих, также работающий в Берлине, в тот же вечер улучшил процесс окрашивания. 27 июня 1882 года император Германии Вильгельм I присвоил Роберту Коху чин тайного советника правительства.
Одним из следствий этого открытия было то, что было подтверждено, что туберкулёз — одно единое заболевание. Ранее рассматривали множество форм туберкулёза — туберкулёз лёгких (наиболее распространённая форма), туберкулёз кожи, костей, кишечника, мочеполовой системы и туберкулёзный менингит. Все эти заболевания считались самостоятельными заболеваниями с собственными названиями. Хотя французский врач Рене Лаэннек подозревал, что все это формы одной болезни, но только общий возбудитель стал доказательством. В качестве метода распространения и передачи Кох предположил воздушно-капельный путь — в мокроте больного при кашле он также обнаружил патоген. Это показало опасность пациентов с открытой формой туберкулёза.

#### Развитие бактериологии
В 1885 году медицинский факультет Университета им. Фридриха Вильгельма в Берлине назначил Коха профессором на недавно созданной кафедре гигиены. Но для ведения предмета Коху не хватало квалификации. Лекции и экзамены для него были большой нагрузкой. Кох предпринял несколько восстановительных путешествий, но его здоровье оставалось слабым. Исследовательская группа Луи Пастера в Париже, конкурирующая с Кохом, достигла впечатляющих успехов за это время, особенно в развитии активной вакцинации — не улучшило его настроение. До 1890 года не было никаких новостей от Коха как исследователя. В личной жизни в этот период он также пережил кризис, который в конечном итоге закончился разводом с первой женой.

#### Туберкулиновый скандал
Во времена Коха примерно каждый седьмой немец умирал от туберкулёза. Единственным известным средством в борьбе с этой болезнью был хинин, который использовался в то время против малярии.
В 1890 году, на Десятом международном медицинском конгрессе в Берлине, Кох неожиданно для всех представил лекарство туберкулин. Состав лекарства он держал в секрете, так как в то время патенты на лекарства не распространялись (единственным исключением был антипирин). Общество с энтузиазмом встретило данную новость. Кох был награждён орденом Красного орла.
Врач Альфред Гротьян так описывал появление туберкулина в Грайфсвальде:

«Наконец и в Грайфсвальде наступил великий день, когда стало возможным поставить прививку туберкулина. Начало как при закладке краеугольного камня или открытии памятника. Лавровые деревья образуют фон, а перед ними в белоснежном врачи, медсёстры, пациенты, и шеф в чёрном возвышается: торжественная речь заведующего, прививки избранным больным, и громогласное ура Роберту Коху!»
Несмотря на то что исследования велись в государственном институте и на государственные средства, Кох пытался извлечь из своего открытия коммерческую выгоду. Он потребовал от Министерства культуры собственный институт исключительно для производства туберкулина и оценил предполагаемую ежегодную прибыль в 4,5 млн марок. Он также намекал, что у него уже есть предложения от США.
Надо отметить, в то время не существовало никаких правил для испытаний медицинских препаратов. По утверждению Коха, он проверил препарат на морских свинках, однако позже он не смог показать исцелённых животных. Тот факт, что люди были более чувствительны к туберкулину, чем его подопытные животные, реагировали появлением жара, болью в суставах и тошнотой — не беспокоил его. Среди прочего, он проверил туберкулин на своей возлюбленной, в то время семнадцатилетней Хедвиге Фрайберг. В своих мемуарах она сообщает, что Кох ей тогда заявил, что она «вероятно, не умрёт».
После появления туберкулина на рынке, в специализированной и публичной прессе сначала появились сообщения об успехах в лечении, а затем и первые сообщения о смертельных случаях. Патологоанатом Рудольф Вирхов при вскрытии трупов показал, что туберкулин не только не убивал бактерии, но даже наоборот, активировал латентные бактерии. Роберт Кох был вынужден раскрыть состав своего секретного препарата, и оказалось, что он сам не знал точно, что в нём содержалось. Это был экстракт туберкулёзных бацилл (живых и мёртвых) в глицерине. После этого скандала, Кох выпросил у министра образования Пруссии отпуск и скрылся в Египте, что было истолковано немецкой общественностью как бегство.
Кох по-прежнему был убеждён в ценности своего препарата и в 1897 году представил модифицированный туберкулин, но и новый препарат был бесполезен в качестве терапевтического средства. Эти и многие другие признаки указывают на то, что Кох не был мошенником, он просто заблуждался.
После скандала с туберкулином немецкое общество стало очень подозрительно относиться к эпидемиологам. Когда в 1893 году Эмиль фон Беринг представил свой антитоксин против дифтерии, ему предшествовали длительные клинические испытания, и сыворотка была введена в практику медленно, под пристальным наблюдением специалистов. Пауль Эрлих также был крайне осторожен, представив в 1909 году первый синтетический препарат против сифилиса — сальварсан. В 1900 году немецкое здравоохранение выпустило «Инструкции для руководителей клиник, поликлиник, больниц и других медицинских учреждений», по которым запрещалось испытывать лекарственные препараты на людях без их согласия.
В 1907 году Клеменс Пирке использовал туберкулин в качестве инструмента диагностики туберкулёза («реакция Пирке»).

#### Нобелевская премия
В 1905 году за «исследования и открытия, касающиеся лечения туберкулёза» Роберт Кох был удостоен Нобелевской премии по физиологии и медицине. В Нобелевской лекции лауреат сказал, что если окинуть взором путь, «который пройден за последние годы в борьбе с таким широко распространённым заболеванием, как туберкулёз, мы не сможем не констатировать, что здесь были сделаны первые важнейшие шаги».
Несмотря на это, Кох был расстроен, что его ученик Эмиль фон Беринг получил такую премию ещё до него.

#### Споры о туберкулёзе крупного рогатого скота
В 1882 году, по случаю объявления возбудителя туберкулёза, Кох заявил, что туберкулёз крупного рогатого скота идентичен человеческому. Однако 1891 году на первом Британском конгрессе по туберкулёзу он заявил об обратном. Эмиль фон Беринг также настаивал на том, что молоко туберкулёзных коров опасно. В 1902 году Кох прочитал свою собственную лекцию «Перенос туберкулёза от крупного рогатого скота людям», в которой он охарактеризовал мясо заражённых туберкулёзом животных как безвредное. В 1908 году, будучи почётным президентом Международной конференции по туберкулёзу в Вашингтоне, он и далее придерживался своих взглядов. Благодаря его авторитету в Германии ещё долгие годы отсутствовал контроль крупного рогатого скота на туберкулёз.
В действительности, согласно сегодняшнему пониманию, возбудитель туберкулёза крупного рогатого скота относится к особому виду. Однако возбудитель может заразить человека, так же как возбудитель туберкулёза человека может заразить животных. Во Франции микробиолог Сатурнин Арлоинг признал зоонозный характер туберкулёза крупного рогатого скота ещё в 1872 году и ввёл меры государственного контроля над этой болезнью.

### Прусский институт инфекционных заболеваний в Берлине
В 1891 году Кох отказался от профессуры и возглавил созданный для него Прусский институт инфекционных заболеваний с экспериментальным и клиническим отделениями. Наконец-то у него появились палаты для клинических исследований. Ему пришлось принять жёсткие условия. После скандала с туберкулином Министерство культуры Пруссии настояло на том, что все дальнейшие открытия Коха будут безоговорочно принадлежать государству. Кох потерял право на патенты.

### Постулаты Генле — Коха
Постулаты Генле — Коха определяют критерии, при которых бактерии могут считаться возбудителями болезни. Их ошибочно приписывают гёттингенскому учителю Коха Якобу Генле и/или самому Роберту Коху. В действительности классическая формулировка трёх постулатов была сделана в 1884 году учеником Коха Фридрихом Лёффлером. До этого момента они могут быть неявно выделены только из работ Коха.
Кох сформулировал свою версию постулатов впервые во время выступления на «Десятом международном медицинском конгрессе» в Берлине в 1890 году, когда был поднят вопрос о том, не являются ли бактерии случайным побочным эффектом болезни. Он ответил: «Если есть возможность доказать, что: во-первых, паразит может быть обнаружен в каждом конкретном случае рассматриваемого заболевания и в условиях, которые соответствуют патологическим изменениям и клиническому течению заболевания; во-вторых, паразит не обнаруживается ни при каких других заболеваниях как источник заболевания; и в-третьих, его можно полностью изолировать от пациента и возможно его размножение в чистых культурах, способных вновь вызвать заболевание; тогда это уже не может быть случайным заболеванием, но в любом случае между паразитом и заболеванием не может быть никакой другой связи кроме той, что паразит является причиной заболевания».

### Холера
Холера впервые вспыхнула в Европе в 1830 году. После этого было ещё несколько эпидемий, последние из которых произошли в 1866 и 1873 годах. В результате усовершенствования путей сообщения холерные районы, как отмечал Кох, оказались в нескольких днях езды от Европы.

#### Экспедиция в Египет и Индию

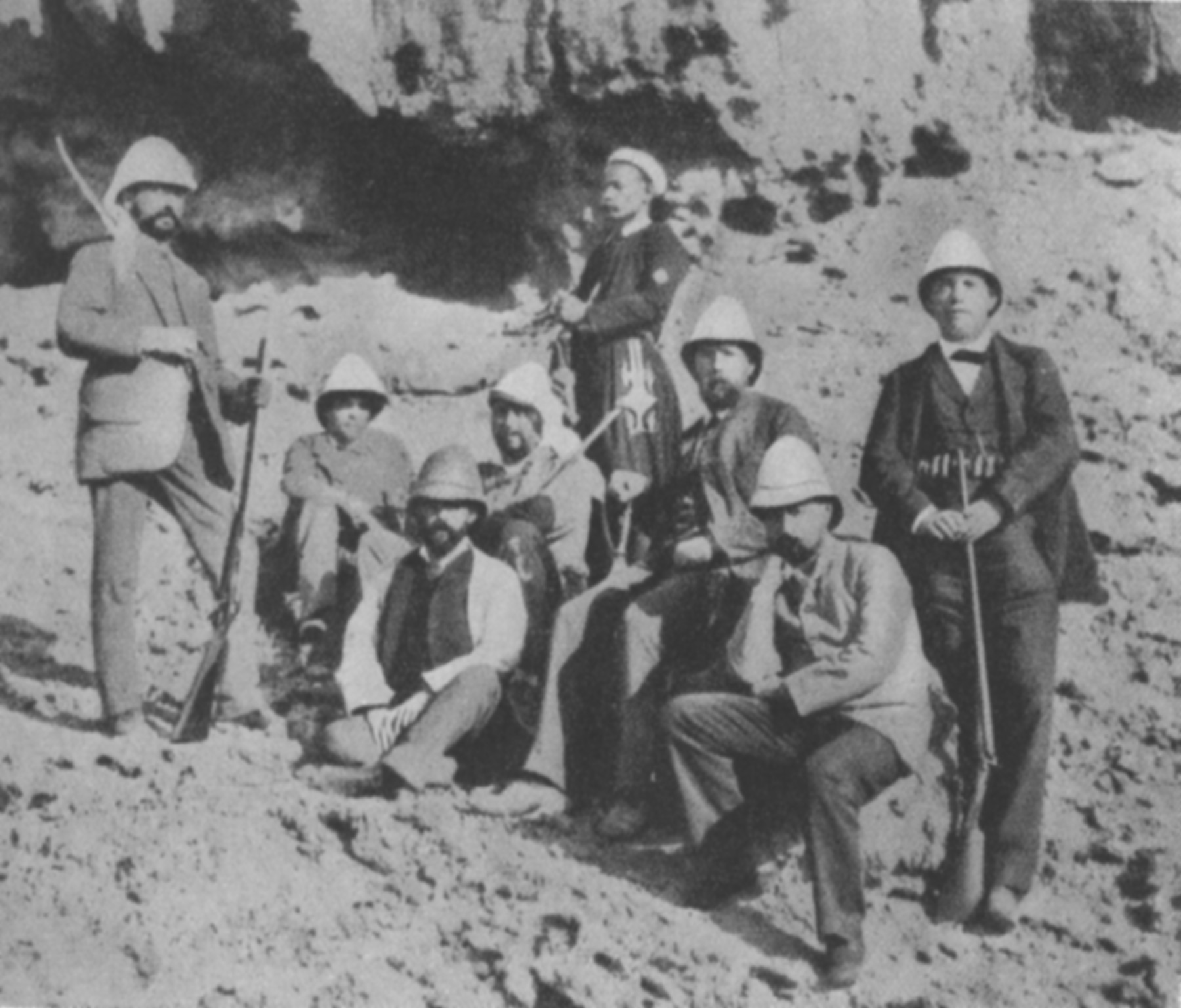
Немецкая экспедиция по холере в Египет. Роберт Кох третий справа.

В 1883 году в Египте разразилась очередная эпидемии холеры, и различные европейские державы отправили для её изучения своих учёных. Прусское правительство снарядило экспедицию под руководством Роберта Коха. Когда учёные прибыли в Александрию в августе 1883 года, эпидемия уже ослабла. Там Кох обнаружил, что методы культивирования, которые он использовал в Берлине, непригодны в египетских условиях: питательные среды, которые были отверждены желатином, «таяли» в жару. Поэтому египетская часть экспедиции была больше похожа на туристическую поездку.
Экспедиция переехала в ноябре в Индию. С одной стороны, вокруг Калькутты была единственная известная область, где холера была эндемической, с другой стороны, температура там была достаточно низкой в течение короткого периода зимой, чтобы работать с обычными методами культивирования. В январе 1884 г. Коху удалось извлечь чистую культуру бактерий из трупов больных, которые были короче и толще, чем туберкулёзные палочки, и имели форму запятой. Он назвал эти бактерии возбудителем холеры, хотя не смог доказать это по своим собственным стандартам: он тщетно пытался заразить животных этой болезнью. В феврале в Калькутте было слишком жарко, чтобы продолжить исследования. Возвращение в Берлин в мае стало триумфом. Кох получил награду в 100 000 марок и был принят императором.
С тех пор Роберта Коха часто упоминают как первооткрывателя возбудителя холеры. На самом деле итальянский учёный Филиппо Пачини уже описал эти бактерии в 1854 году, но в то время его игнорировали. Скорее всего и сам Кох видел бактерии холеры в 1866 году, когда молодым врачом в Гамбурге препарировал трупы, но не придал этому никакого значения.
В Индии Кох сделал важное наблюдение. Болезнь чаще всего была в поселениях у небольших прудов. Кох заметил, что в этих прудах стирали бельё больных холерой, в них купались, и из них же брали воду для питья. Нередко на краю прудов были уборные. Из этого Кох сделал вывод, что возбудители холеры передаются вместе с водой. Этот путь распространения уже был известен в англоязычных странах благодаря публикации лондонского врача Джона Сноу в 1854 году, но не воспринимался всерьёз в Германии из-за влияния Макса Петтенкофера.

#### Холера в Гамбурге

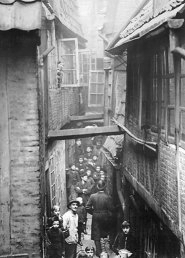
Гамбургский квартал (1893).

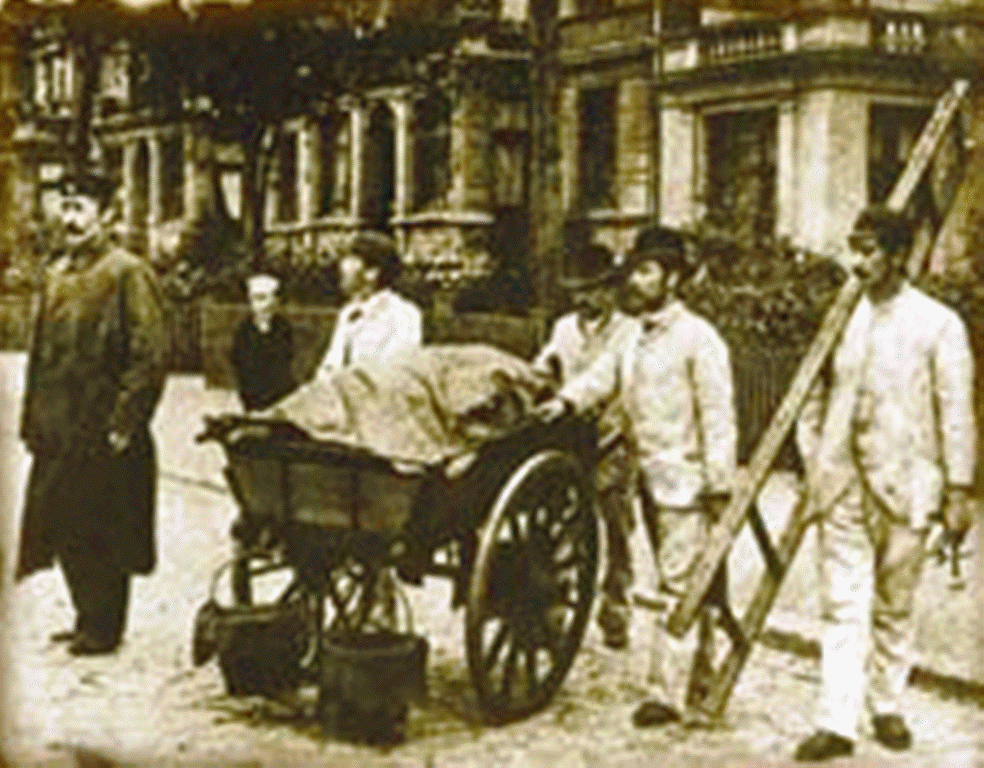
Дезинфекционные группы. Использование хлорной извести для уничтожения возбудителя холеры. (1892)

В 1892 году в Гамбурге вспыхнула эпидемия холеры. Первый случай был диагностирован 15 августа, но только через восемь дней власти признали, что в городе холера. Гамбургские врачи ещё не были знакомы с бактериологическими методами выявления возбудителя холеры. Ещё до того, как эпидемия была официально объявлена, прусского министра здравоохранения Роберта Коха послали в Гамбург. Кох предпринял меры для предотвращения распространения болезни: население попросили кипятить питьевую воду, стали распространять листовки с советами, как себя вести во время эпидемии. Дома́ больных стали очищать специальными дезинфекционными средствами. В качестве причины, способствующей развитию холеры, было установлено, что тысячи уборных не были подключены к канализационной системе, фекалии стекали в море, а центральная точка водозабора находилась всего в двух километрах. Кроме этого, совет города и граждане не могли договориться о строительстве фильтрационной системы.
Когда в октябре эпидемия закончилась, насчитали около 8600 погибших. После эпидемии были введены в эксплуатацию новый мусоросжигательный завод и фильтровальные установки. Под руководством Коха были организованы курсы подготовки медицинских работников, и в 1893 году ученик Коха Бернхард Нохт был назначен на должность главного портового врача. Ещё одно прямое следствие эпидемии в Гамбурге — был усилен чиновничий аппарат.
В 1892 году в Германии возникла серьёзная обеспокоенность, что эпидемия распространится за пределы Гамбурга. Был принят специальный закон, который вступил в силу 30 июня 1900 года. По закону предписывалось, что в случае возникновения заболеваний, перечисленных в законе, следует обязательно уведомить власти, изолировать больных, наблюдать за подозреваемыми лицами. А также регулярно проводить бактериологические обследования с целью выявления эпидемий и предпринимать различные дезинфекционные меры.
В то время в Мюнхене жил профессор медицинской химии Макс фон Петтенкофер — известный представитель теории миазмов. По его утверждению, в Гамбурге разразилась эпидемия, так как город возведён на влажной почве, что способствует распространению миазм. В то же время другим городам, на твёрдой почве, опасность не угрожает. Эпидемия в Гамбурге не изменила его точку зрения. По этому случаю он попросил у Коха культуру возбудителей холеры и, получив её, проглотил. Петтенкофер не заболел, но его помощник, проделавший то же самое, чуть не умер.

## Эпидемиология
Во время эпидемии холеры в Гамбурге Кох впервые столкнулся с феноменом, что в организме здоровых людей могут также находиться возбудители инфекции — их в то время называли «носители бацилл». Позже, во время экспедиции по малярии в Новую Гвинею, вопреки логике, он стал изучать не больных, а здоровых людей, носителей возбудителей. Его заинтересовали заболевания, которые, как малярия и сонная болезнь, вызваны не бактериями, а простейшими. Так Кох стал эпидемиологом.

### Малярия
Роберт Кох впервые занялся малярией в 1897 году в Дар-эс-Саламе. В Германской империи эта болезнь тоже всё ещё встречалась. Однако самую большую проблему малярия доставляла в немецкой колонии «земля кайзера Вильгельма» в Немецкой Новой Гвинее. В первые годы «патронажа» среди 150 европейцев было зарегистрировано около 1500 случаев лихорадки малярии. В Финшхафене каждый третий поселенцев умер от этой болезни, поэтому это место пришлось покинуть. В 1900 году по просьбе Пауля Купельвизера Кох исследовал малярию в австрийском прибрежном районе Бриони (ныне Хорватия), инициировал восстановление острова и подготовку врачей. Уже в 1901 году Бриони был «исцелён» от малярии, и популярный курорт начал принимать туристов. В память о Кохе у гавани был установлен мемориал.

#### Феномен приобретённого иммунитета

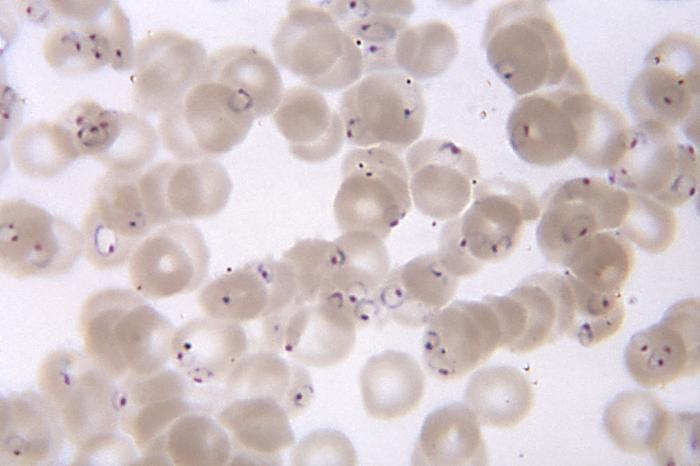
При обследовании крови под микроскопом возбудитель малярии становится видимым после окрашивания.

В 1898 году Колониальный департамент Федерального министерства иностранных дел Германской империи направил Роберта Коха в Новую Гвинею. Перед этим Кох проконсультировался в Италии у своего коллеги Бартоломео Госио который ознакомил его с последними научными разработками. Экспедиция достигла Новую Гвинею 26 декабря 1900 года. Кох провёл серийные тесты на папуасах, коренных жителях Новой Гвинеи. Здесь он заметил, что заболевания малярией были в лёгкой форме или не проявлялись вовсе, хотя он мог обнаружить паразитов в крови. Немецкие поселенцы и китайские наёмные рабочие, прибывающие в Новую Гвинею, немедленно заболевали. Но чем дольше они находились в стране, тем устойчивее они становились.
Это противоречило распространённому в бактериологии мнению о том, что инфекция является синонимом заболевания. В результате здоровые, но заражённые люди стали объектом медицинских исследований. Кох порекомендовал провести обследование крови на возбудителя малярии и раздать хинин всем инфицированным. Эта стратегия хорошо себя зарекомендовала. И всё же в конце концов концепция Коха была в конечном итоге заброшена по соображениям стоимости. Остаётся научный результат — Кох впервые указал на феномен приобретённого иммунитета к малярии.

#### Лихорадка чёрной мочи
Во время более поздней экспедиции в германскую Восточную Африку в 1906 году, которая была главным образом посвящена сонной болезни, Кох также обратил внимание на лихорадку чёрной мочи. При этом заболевании красные кровяные клетки (эритроциты) растворяются в крови, в результате чего моча становится почти чёрной из-за гемоглобина. Это была самая большая угроза для колонистов в немецкой Восточной Африке. Многие врачи считали, что болезнь является одной из форм малярии, и лечили её хинином. Кох смог доказать, что эта гипотеза и, следовательно и методы лечения ошибочны. В настоящее время лихорадка чёрной мочи, которая наблюдается почти исключительно при тропической малярии, считается результатом интенсивного использования хинина.

### Кампания по борьбе с тифом
Предложения Коха по искоренению малярии в Новой Гвинее посредством массового тестирования и терапии хинином были слишком дороги для колониальной администрации. Поэтому он стал искать болезнь, при которой мог бы применить свои идеи, и нашёл её в 1901 году. Это был брюшной тиф — болезнь вызванная сальмонеллами, которая была эндемична в Германии.
Кох имел звание прусского генерала, большинство его сотрудников пришли к нему с военно-медицинской службы, а он сам преподавал в военно-медицинской академии. Благодаря своим превосходным контактам с военными, множеству лекций об опасности болезней во время войны, Кох убедил всех в необходимости борьбы с тифом. В качестве тестовой зоны был взят район Трира и Сааргемунда, в котором уже три года свирепствовал тиф.

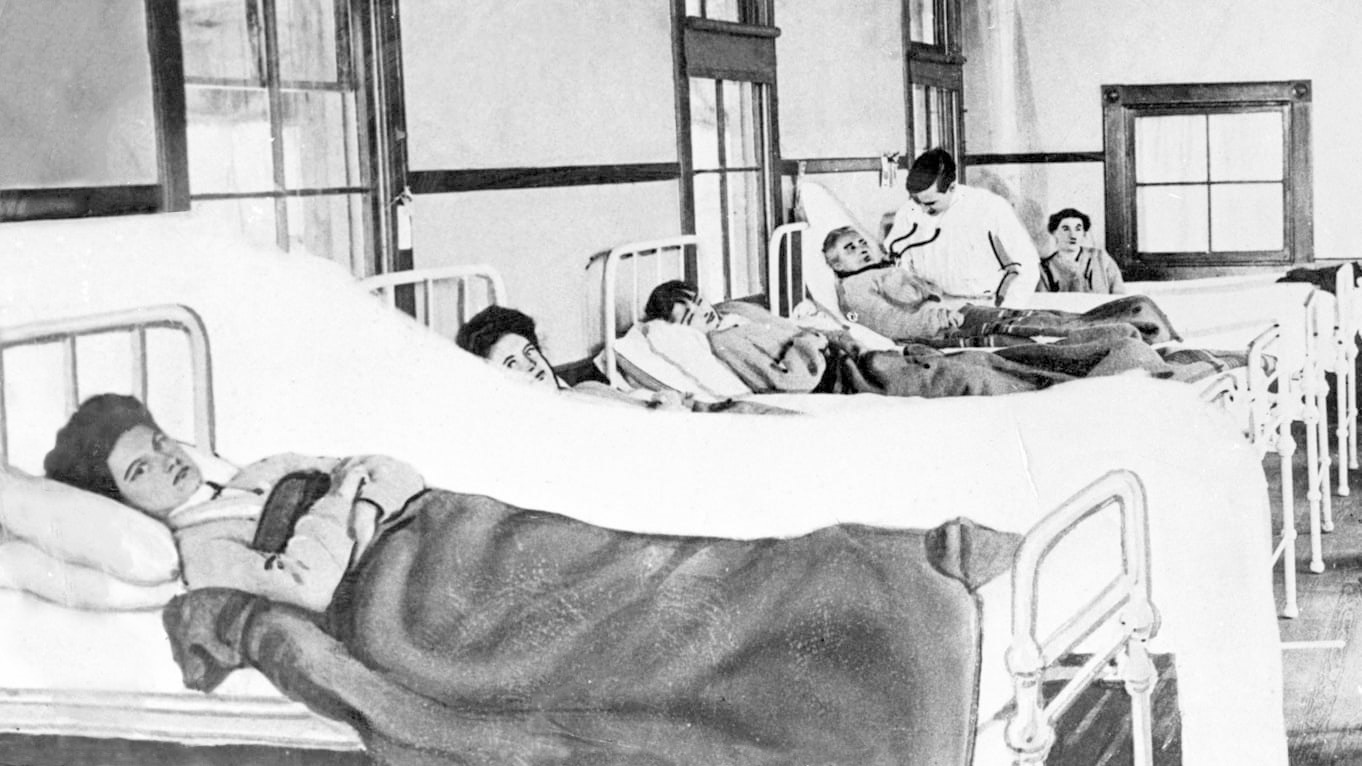
Использование мер принуждения в других странах. Один из самых известный случаев — Тифозная Мэри в США, находилась в принудительной изоляции 26 лет

Кампания по борьбе с брюшным тифом началась у Трира. Для выявления инфицированных тифом людей, были проведены собеседования с священнослужителями, учителями, проанализирована информация от местных компаний медицинского страхования. У подозреваемых были взяты образцы стула или мочи, и исследованы на наличие бактерий. Больные и инфицированные здоровые люди были изолированы, одежда, бельё и дома дезинфицированы. Некоторые врачи, участвовавшие в кампании, никогда раньше не видели больного брюшным тифом, но смогли их выявить, используя исключительно бактериологические обследования. Как утверждается, им удалось обезвредить все случаи тифа в течение трёх месяцев. То, что тиф продолжал возникать в этом районе — Кох проигнорировал.
В 1903 году кампания по борьбе с брюшным тифом была расширена до площади 26 000 квадратных километров с населением около 3,5 миллионов человек. Дополнительно было построено ещё 9 центров по обследованию, а медицинский персонал увеличен до 85 человек. Были проведены сотни тысяч бактериологических обследований и изолировано, иногда принудительно, тысячи подозреваемых. Людей лечили средствами «внутренней дезинфекции» — касторовым маслом, эпсомитом или содой, а иногда даже хирургическим путём, принудительно удаляя желчный пузырь, который считался рассадником бактерий. Таким образом за семь лет число заболеваний удалось сократить вдвое.

### Неудачная химиотерапия сонной болезни атоксилом

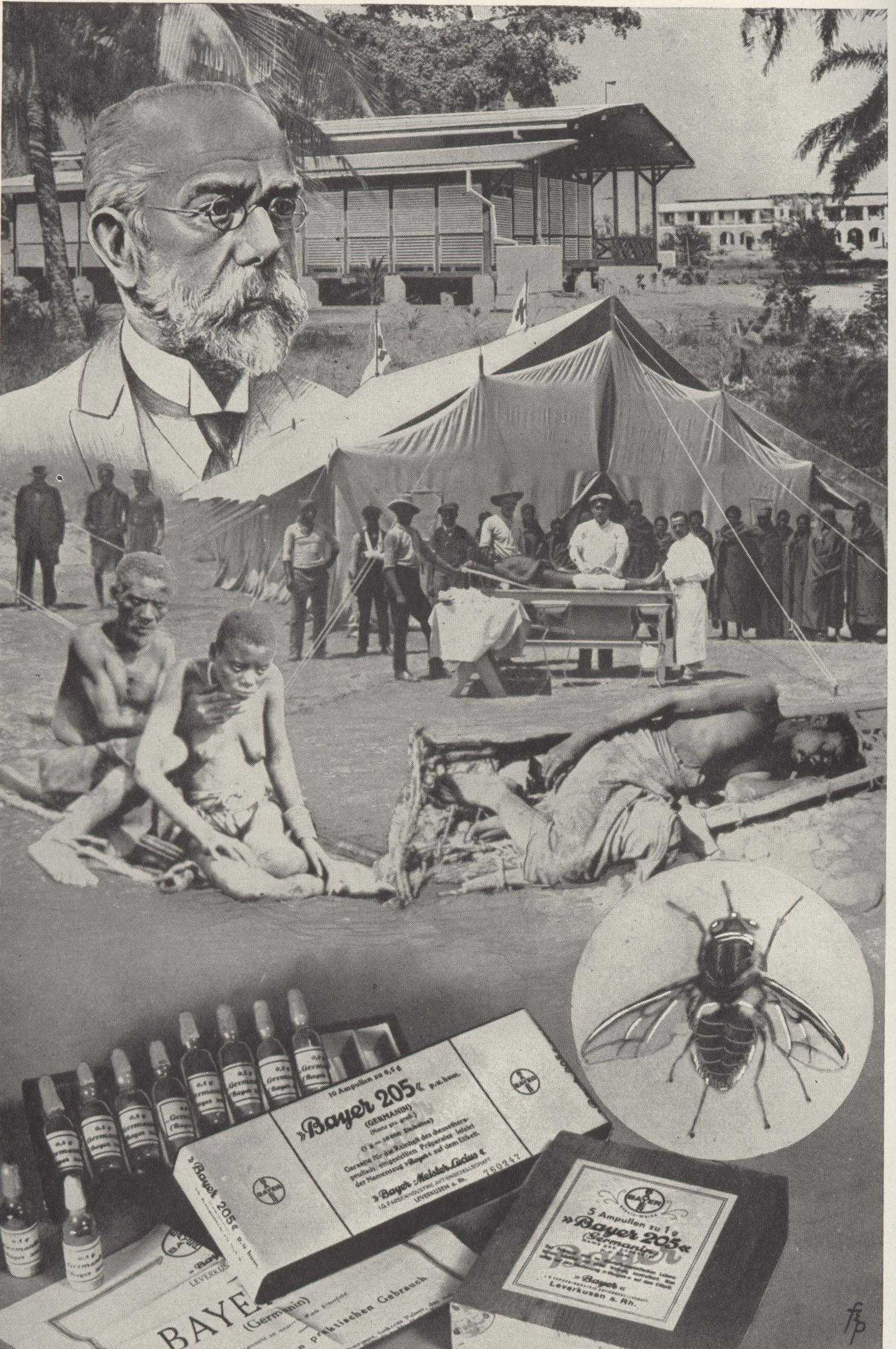
Коллаж на тему "Борьбa немецких колониальных врачей с «сонной болезнью», где Роберт Кох представлен как основатель этого исследовательского направления. Также изображено лечение больных, муха цеце и первое эффективное средство от «сонной болезни» — «Германин» или «Байер 205».

В 1902 году из Германской Восточной Африки начали поступать тревожные сообщения об эпидемии «сонной болезни» (трипаносомоза), которая в то время была ещё мало изучена. В Германской Восточной Африке, и особенно в районе озера Виктория, она уносила сотни тысяч жизней. В течение нескольких лет на островах озера Виктория более 20 000 человек стали жертвами «сонной болезни» — почти две трети населения островов. В 1906 году группа Роберта Коха отправилась в колонию от имени Колониального Департамента Министерства иностранных дел и Имперского Совета здравоохранения. В экспедицию входил и давний сотрудник Коха, Фридрих Карл Кляйне. Учёные должны были описать ситуацию на месте, определить районы, наиболее сильно поражённые сонной болезнью, и озвучить варианты лечения. Перед ними стояла задача обеспечить сохранение рабочей силы и солдат в колониях. Кох и его коллеги организовали свой исследовательский лагерь на островах Сесе в районе озера Виктория, на британской колониальной территории.
Как и британские специалисты по тропической медицине, Роберт Кох (по рекомендации Пауля Эрлиха), полагался на атоксил, который в то время использовался для лечения кожных, кровеносных и нервных заболеваний. Лекарство, содержащее мышьяк, по-видимому, способно было облегчить симптомы болезни — в краткосрочной перспективе состояние больных при терапии улучшалось. Но паразиты продолжали жить в крови. У пациентов были рецидивы. Кох увеличил дозу инъекций до 1 грамма, вводил каждые семь-десять дней. Лечение было очень болезненным, многие пациенты страдали от болей и коликов, а некоторые даже слепли. Каждый десятый больной умирал.
Хотя атоксил был неэффективен и высокотоксичен, Кох придерживался этого лекарства. Речь шла уже не об исцелении, а только о сдерживании эпидемии: люди, принимавшие атоксил, не могли передать болезнь. С целью остановить распространение эпидемии Кох предлагал вырубить лес для борьбы с носителем болезни — мухой цеце, а также проводить обследования в загрязнённых местах и изолировать заражённых. По его мнению, вспышки заболевания можно было контролировать на ранней стадии: поскольку болезнь являлась неизлечимой и смертельной, заражённые деревни следовало изолировать, с тем чтобы здоровые жители могли в них вернуться только после смерти больных.
В 1907 году, так и не доказав эффективности использования атоксила, Кох вернулся в Германию. Его преемником и руководителем отдела борьбы с «сонной болезнью» в Африке был назначен Фридрих Карл Кляйне.
В борьбе с болезнью терапия низкими дозами атоксила и другими препаратами, содержащими мышьяк, проводилась годами. Но потребность в более эффективном лекарстве была огромна. В ходе поисков лекарства от «сонной болезни» Пауль Эрлих, в частности, случайно открыл средство от сифилиса, которое используется до сих пор.
Прорыв в лечении «сонной болезни» был достигнут только после смерти Роберта Коха — бывшим сотрудником Пауля Эрлиха, который в 1916 году разработал активный ингредиент «Байер 205», позже названный «Германин». В 1921 году Фридрих Карл Кляйне впервые испытал его на больных в Северной Родезии (сегодняшней Замбии). Эффективность его была близка к 100 %. «Байер 205» стал первым средством от тропической болезни, который появился на рынке и получил широкое распространение.

## Школа Коха
Кох часто конфликтовал и увольнял своих сотрудников. Но это не отменяет того факта, что его ученики занимали ключевые должности в университетах и в государственной медицинских учреждениях. Благодаря работе Коха и его учеников, предмет бактериология приобрёл социальный авторитет в медицине. Выдающимися членами «Школы Коха» были:
- Эмиль фон Беринг: основоположник терапии иммунными сыворотками, лауреат первой Нобелевской премии по медицине в 1901 году (с 1889 по 1895 год — штатный врач в Институте гигиены Берлинского университета)
- Пауль Эрлих: основоположник химиотерапии и иммунологии, лауреат Нобелевской премии по медицине 1908 года (с 1890 по 1896 год — Институт инфекционных болезней в Берлине)
- Пауль Фрош: работал совместно с Фридрихом Лёффлером над выявлением возбудителя ящура и поэтому был одним из соучредителей вирусологии (с 1887 года ассистент Роберта Коха в научном отделе Института инфекционных болезней, с 1899 года в совете директоров)
- Георг Гафки: преуспел в разведении возбудителя брюшного тифа Salmonella Typhi в 1884 году (военный врач, с 1880 по 1888 год в Имперском управлении здравоохранения, вместе с Лёффлером первый ассистент Коха, впоследствии директор Института инфекционных заболеваний)
- Мартин Кирxнер: с 1911 по 1919 годы глава прусского медицинского управления (с 1887 по 1894 год — медицинский работник в Институте гигиены в Берлине)
- Сибасабуро Китасато: Выделение культуры возбудителя столбняка Clostridium tetani, работа в области иммунологии с Берингом (с 1885 по 1892 с Кохом в Берлине)
- Фридрих Лёффлер: Вместе с Полом Фрошем он выявил возбудителя ящура и, таким образом, был одним из соучредителей вирусологии (с 1879 по 1888 год служил в Имперском управлении здравоохранения в качестве военного врача, с 1880 года вместе с Гафки, первым помощником Коха)
- Бернхард Нохт: первый директор Института корабельных и тропических болезней в Гамбурге (с 1887 по 1890 в Институте гигиены)
- Рихард Пфайффер: обнаружил возбудитель гриппа бактерию Haemophilus influenzae (назначен военным врачом Института гигиены в Берлине в 1887 году, до 1899 года возглавлял там научный отдел)
- Август Пол фон Вассерманн: разработал тест на выявление сифилиса (с 1891 по 1906 в Институте инфекционных болезней)
- Фридрих Карл Кляйне: протестировал в Восточной Африке в начале 1920-х годов первое успешное лекарство от сонной болезни сурамин (Bayer 205, Germanin), до конца войны (1945) был 4-м директором Института им. Роберта Коха.
- Карл Шпенглер: С 1892 по 1896 год студент и помощник Роберта Коха в Институте Роберта Коха. Затем он был главой санатория «Alexanderhaus» в швейцарском Давосе, проводил исследования по туберкулёзу и раку. Препараты иммунной системы, которые он разработал, оказались эффективными.

## Память
- В 1970 году Международный астрономический союз присвоил имя Роберта Коха кратеру на обратной стороне Луны.
- В честь Роберта Коха названа премия Роберта Коха и медаль Роберта Коха, присуждаемые Фондом Роберта Коха.
- В его честь назван Институт Роберта Коха.

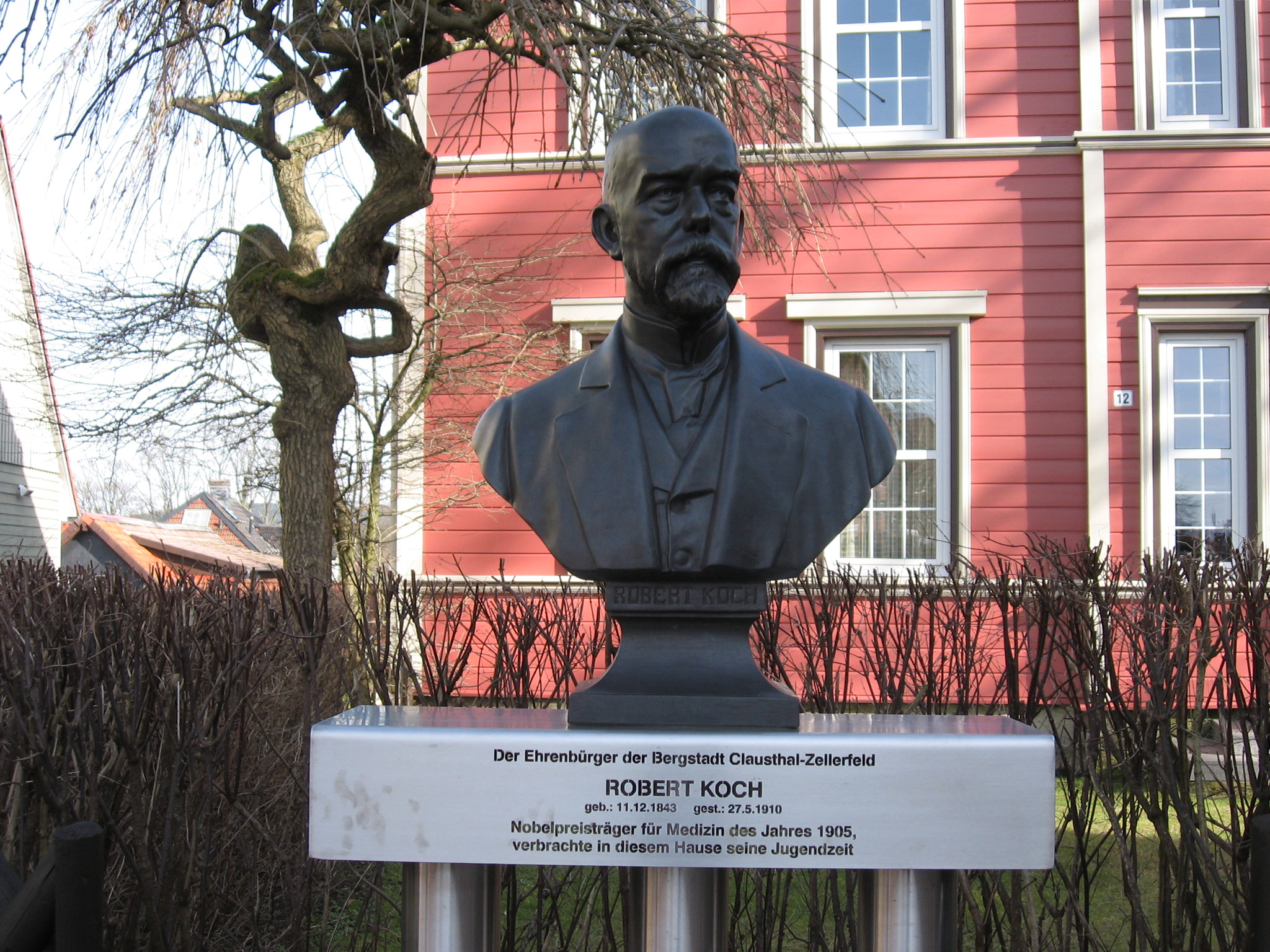
Бюст Р.Коху перед его домом в Клаустале
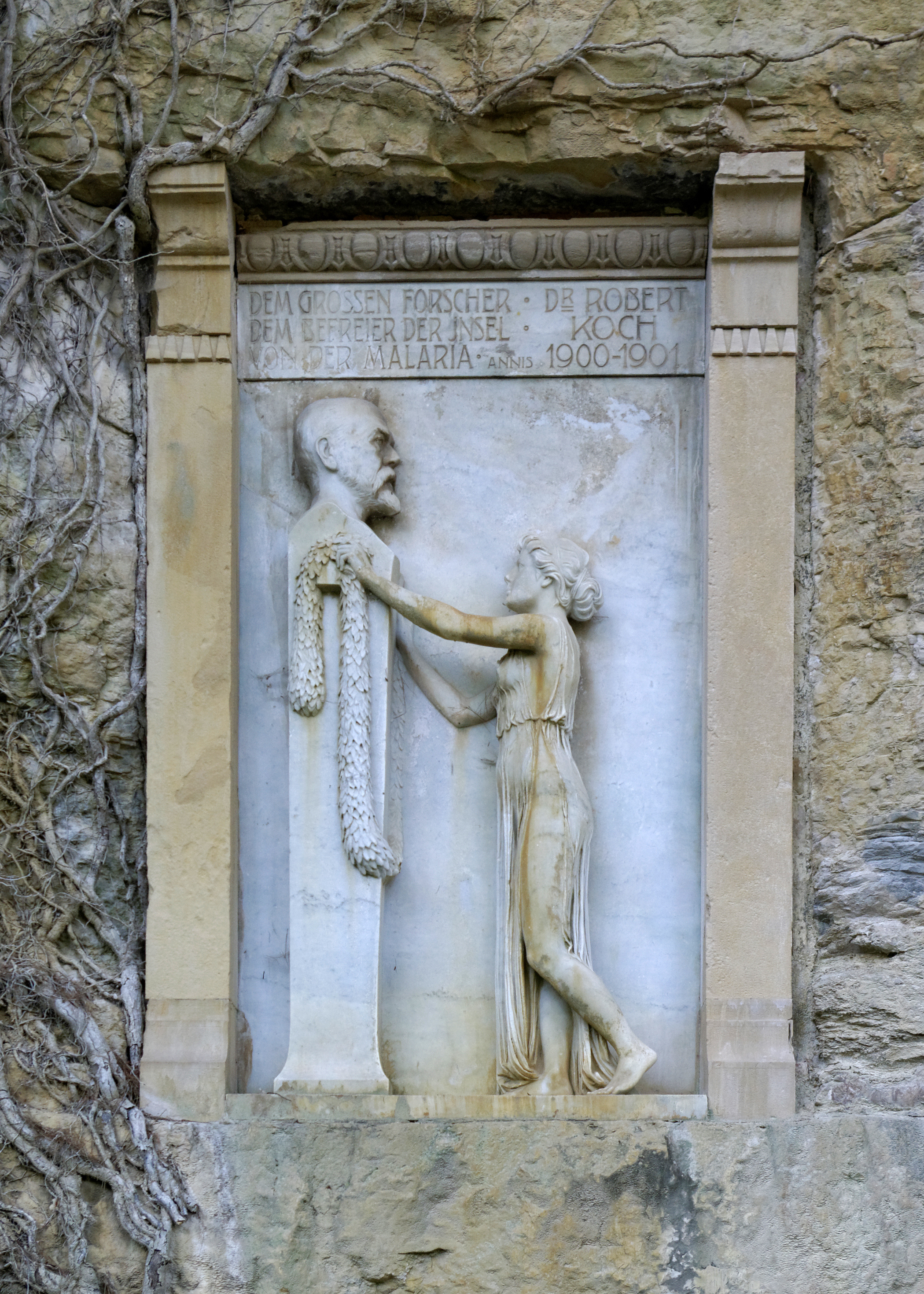
Памятник Р.Коху в Бриони, Хорватия
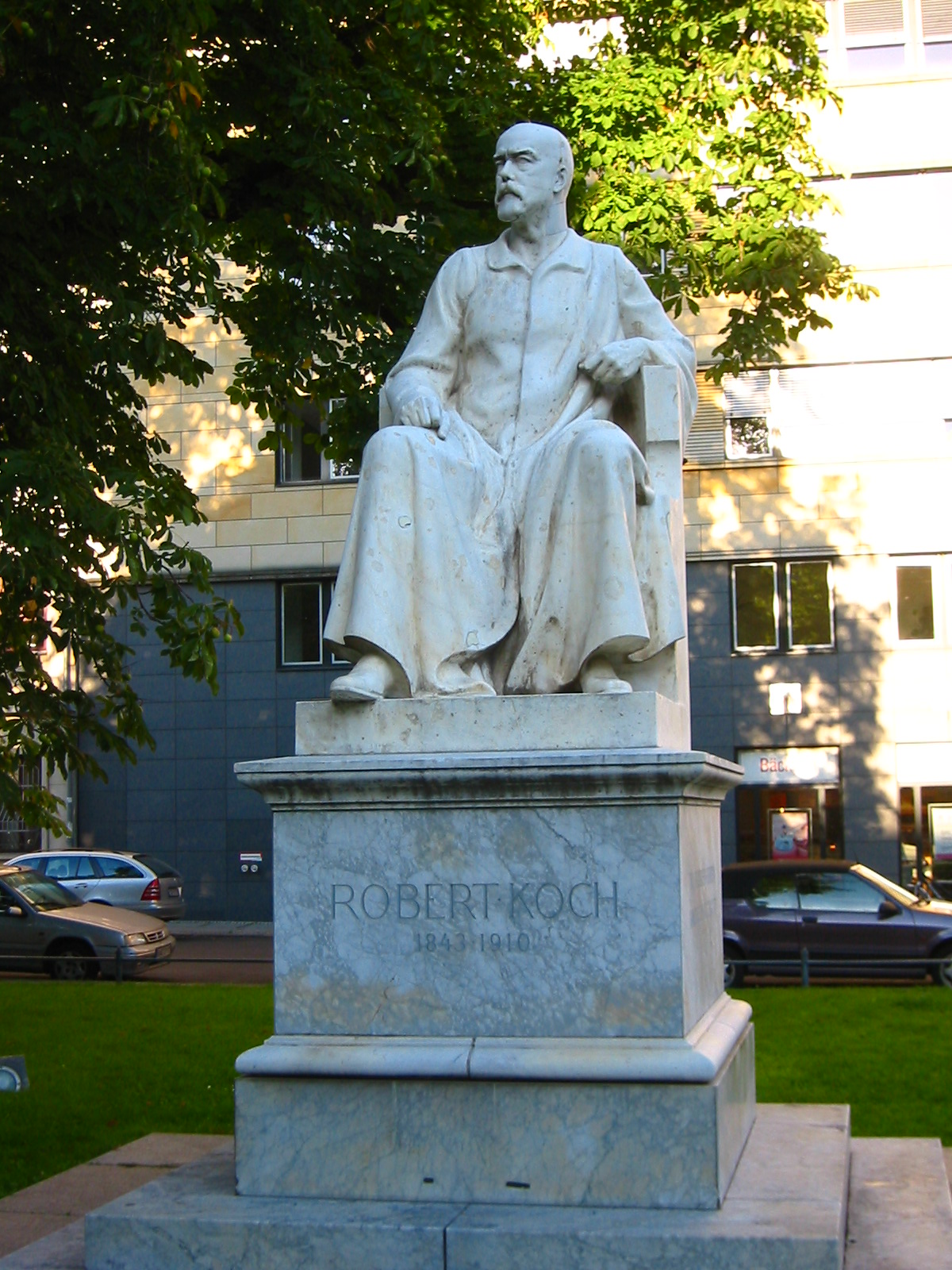
Памятник Р.Коху перед Шарите в Берлине

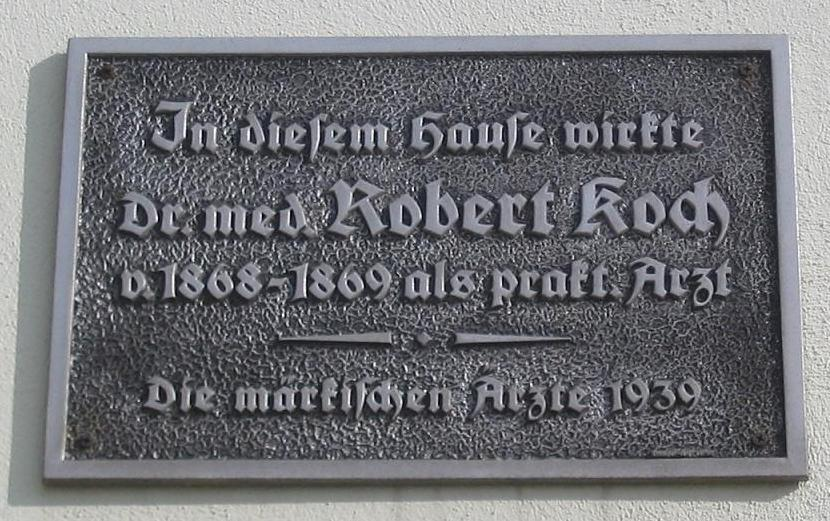
Памятная доска в Нимегке
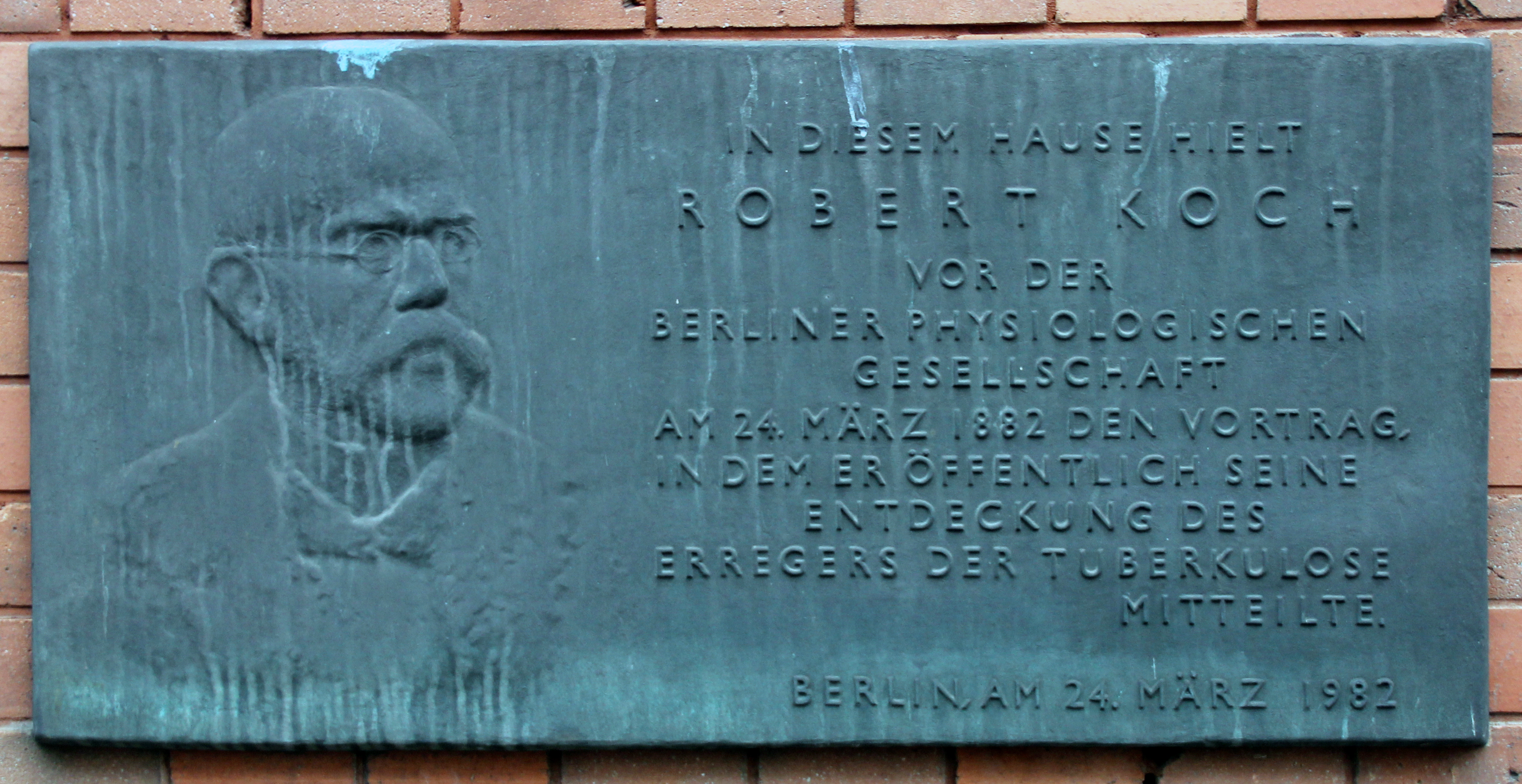
Памятная доска в центре Берлина
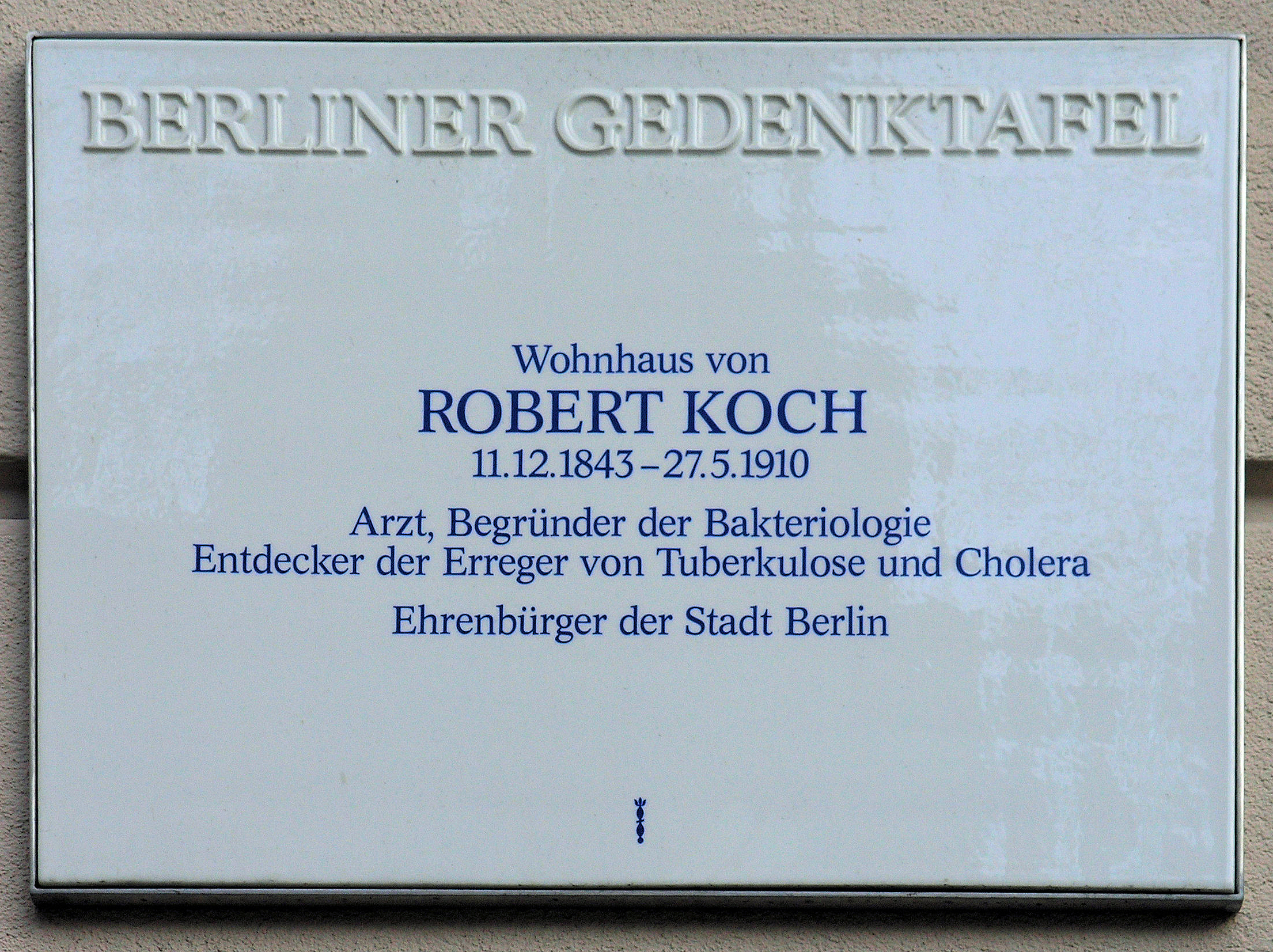
Памятная доска в Шарлоттенбурге
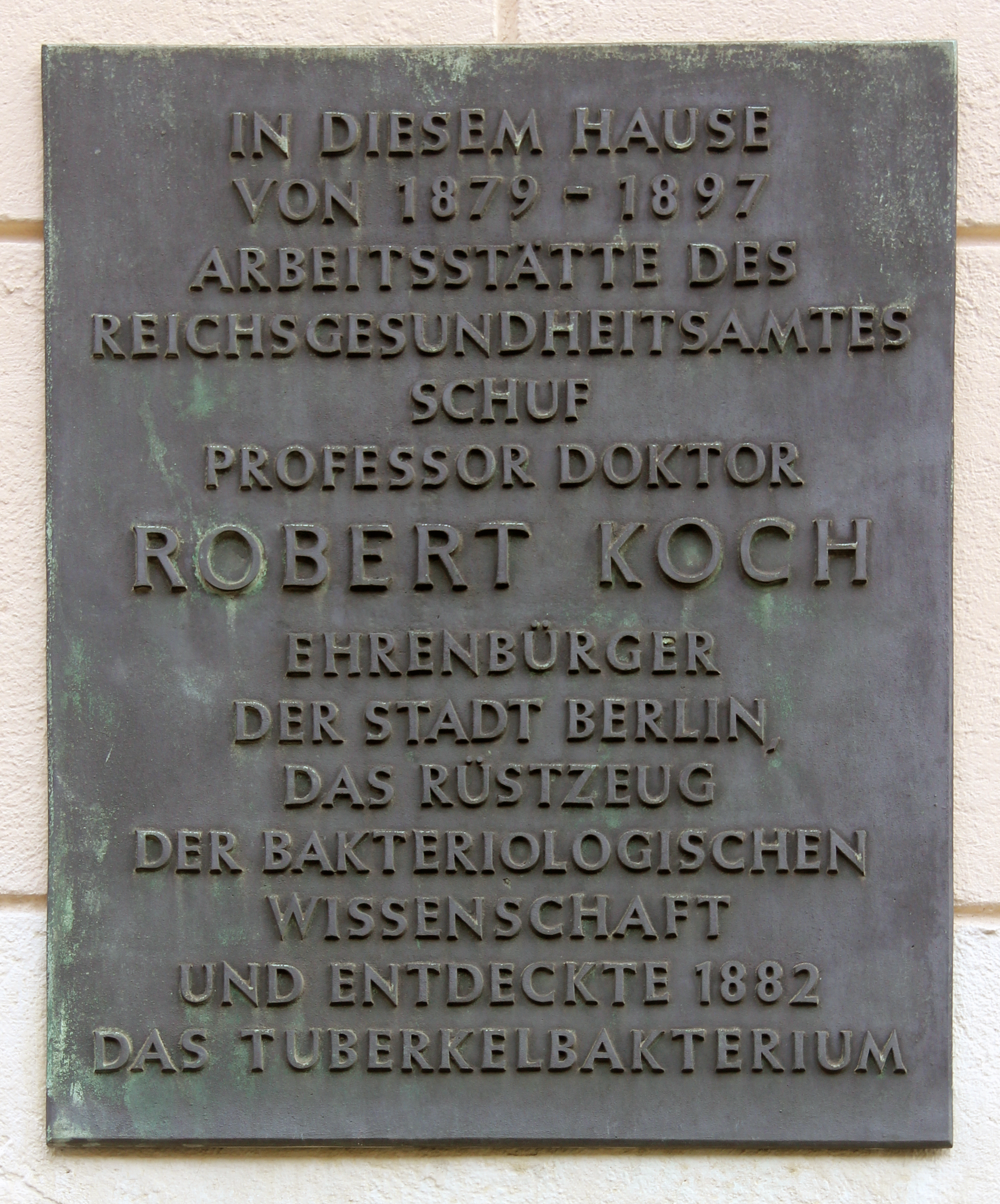
Памятная доска в центре Берлина
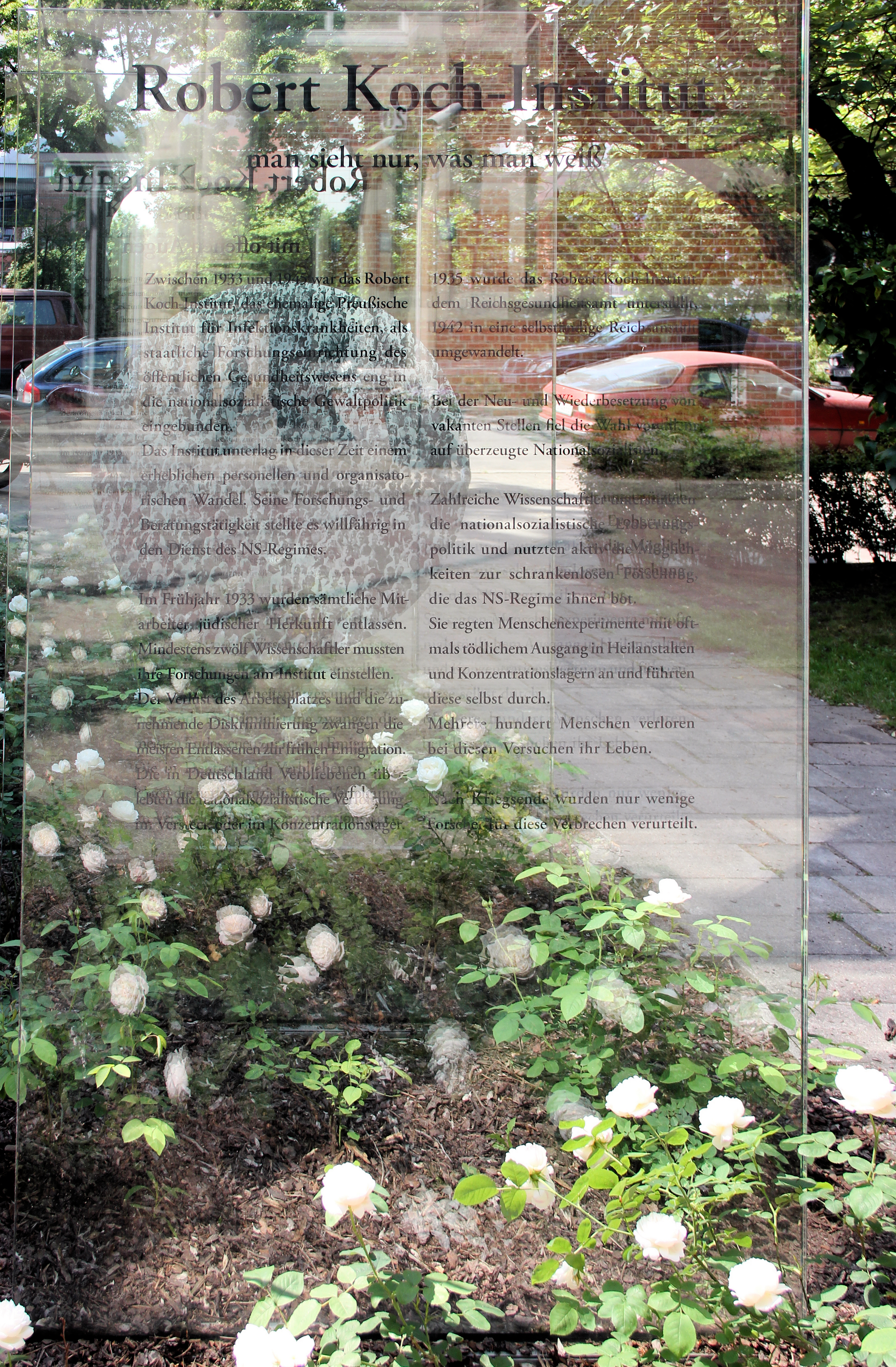
Памятная доска в центре Веддинга
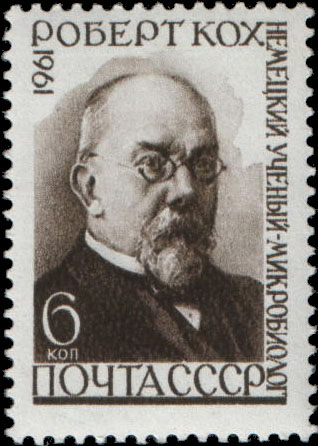
Почтовая марка СССР, 1961 год